# Никомах Флавиан Младши
Вижте пояснителната страница за други личности с името Никомах.
Никомах Флавиан Младши (на латински: Nicomachus Flavianus; * 382; † 432) е граматик и политик на Римската империя.
Син е на историка Вирий Никомах Флавиан (консул на Запада 394 г.) и има един брат. Жени се през 393 г. за Гала, дъщеря на Рустициана и Квинт Аврелий Симах, който е приятел на баща му. За сватбата му се произвеждат Диптих (таблички) „Nicomachorum-Symmachorum“. Баща е на видния сенатор Апий Никомах Декстер.
Като представител на Никомахите той е патрон на Неапол. След смъртта на узурпатора Евгений и битката при Фригид на 6 септември 394 г. в Словения баща му Вирий Флавиан се самоубива и получава damnatio memoriae.
Флавиан Младши служи при Валентиниан II (371 – 392), Теодосий I (379 – 395), Хонорий I (393 – 423) и Валентиниан III (425 – 455). Първата му служба е consularis Campaniae, което е управител на регион Кампания. През 408 г. той е praefectus urbi на Рим. През 431 – 432 г. е преториански префект на Италия, Илирия и Африка.
През 408 г. той продуцира корекция на първата книга на Ab urbe condita на Ливий. През 431 г. Флавиан Млади и синът му реабилитират баща му Вирий и му поставят статуя.